# Iračka nogometna reprezentacija
Iračka nogometna reprezentacija predstavlja državu Irak u nogometu. Najveći joj je uspjeh plasman na Svjetsko prvenstvo 1986. godine, kao i osvajanje AFC Azijskog Kupa 2007. godine.

## Povijest

### Zlatna generacija
Irački nogomet dosegao je vrhunac 1970-ih i 1980-ih godina prošlog stoljeća - Irak se kvalificirao na Svjetsko prvenstvo 1986. u Meksiku, i 3 puta na Olimpijske igre: u Moskvi, Los Angelesu i Seulu. Irak je također osvojio Azijske igre, 1982., Arapski kup nacija 4 puta, Zaljevski kup nacija 3 puta, a 1985. Pan Arapske Igre. Irak je završio na 4. mjestu 1976. na AFC Azijskom kupu - posljednji Azijski kup u kojem će Irak sudjelovati do 1996.

### Mračna generacija
Tijekom vladavine Saddama Husseina, Saddamov sin Uday Hussein bio je zadužen za Irački olimpijski Odbor i, time i za nacionalnu nogometnu reprezentaciju. Pod Udayevim vodstvom, motivacijska predavanja igračima bile su prijetnje odsijecanja igračima nogu, propuštanje treninga rezultiralo bi odlaskom u zatvor a porazi bi rezultirali šibanjem električnim kabelom ili kupanjem u neprerađenim otpadnim vodama, ako bi se promašio jedanaesterac ili mrtva prilika za pogodak ili postigao autogol, onda bi se ta osoba tukla trnjem po nogama. Nakon Zaljevskog rata, Iraku je bilo zabranjeno sudjelovanje na Azijskim igrama i na većini arapskih natjecanja. 1996. Irak je bio rangiran kao 139. na svijetu, što je bio najgori FIFA rang u iračkoj nogometnoj povijesti.

### Vrijeme poslije rata i uspjesi
Usprkos ratu u Iraku, nogometna reprezentacija i dalje je igrala međunarodne turnire i ostvarivala dobre rezultate. 2004., Irak je dosegao četvrtfinale na AFC Azijskom kupu, kao što su uspjeli i 1996. i 2000., a potom su se kvalificirali na Ljetne Olimpijske Igre 2004. Irak je pobijedio Portugal, Kostariku, Australiju, te konačno završio četvrti, osvojivši nagradu za fair-play, a do kraja godine i nagradu najbolje AFC momčadi 2004. godine. Godine 2005., Irak je osvojio zlatnu medalju na Zapadnoazijskim igrama. 2006, Irački olimpijski tim osvojio je srebrnu medalju na Azijskim igrama 2006. 2007., Irak je osvojio AFC Azijski kup, te je postao AFC tim godine 2007., Al-Ahramov Arapski tim godine, Svjetski tim godine World Soccer Magazina, a bili su nominirani i za 'Prince of Asturias' nagradu. 
Kao rezultat osvojanja Azijskog kupa 2007., Irak se automatski kvalificirao na FIFA Kup Konfederacija 2009., koji se igrao u Južnoj Africi u lipnju 2009., gdje su igrali protiv domaćina, te Španjolske i Novog Zelanda. Na otvaranju, Irak je odigrao s Južnom Afrikom 0:0, zatim izgubio od Španjolske 1:0, uz 0:0 na poluvremenu. Iako je Španjolska pobijedila Južnu Afriku 2:0 što je bilo nužno kako bi Irak prošao u sljedeću fazu, trebali su pobijediti Novi Zeland s 2 gola razlike, ali bilo je samo 0:0.

### Privremena suspenzija
Dana 26. svibnja 2008., FIFA je privremeno suspendirala Irački nogometni savez na jednu godinu, nakon odluke iračke vlade da raspusti nacionalne sportske saveze u državi. Ipak je odluka poništena 29. svibnja 2008., s obzirom na to da je iračka vlada preinačila svoju raniju odluku raspuštanja Iračkog nogometnog saveza. 
Međutim, 20. studenog 2009., FIFA je odlučila suspendirati Irački nogometni savez (IFA) zbog vladinog uplitanja. Odluka je kasnije ukinuta, u ožujku 2010. kad su Irački Nacionalni Olimpijski Odbor i Međunarodni Olimpijski Odbor pomogli IFA-i vratiti pune ovlasti.

## Postava
Slijedi popis igrača koji su pozvani za nastup u kvalifikacijskim utakmicama za odlazak na SP u Rusiji 2018. godine, protiv Tajlanda i Vijetnama 24. i 29. ožujka 2016. godine.
| Broj      | Ime i prezime igrača  | Nogometni klub    | Rođen               |
| Vratari   | Vratari               | Vratari           | Vratari             |
| --------- | --------------------- | ----------------- | ------------------- |
|           | Noor Sabri            | Naft Al-Wasat     | 16. prosinca 1980.  |
|           | Hasan Džalal          | Al-Shorta Bagdad  | 18. svibnja 1991.   |
|           | Talib Fahad           | Al-Quwa Al-Jawiya | 21. listopada 1994. |
| Obrana    |                       |                   |                     |
|           | Ali Rehema            | Al-Wakra          | 8. kolovoza 1983.   |
|           | Salam Shaker          | Al-Fateh SC       | 31. srpnja 1986.    |
|           | Ali Adnan             | Udinese           | 19. prosinca 1993.  |
|           | Dhurgham Ismail       | Çaykur Rizespor   | 23. svibnja 1994.   |
|           | Waleed Salem          | Al-Shorta Bagdad  | 5. siječnja 1992.   |
|           | Faisal Jassim         | Al-Minaa          | 1. srpnja 1986.     |
|           | Saad Natiq            | Al-Quwa Al-Jawiya | 19. ožujka 1994.    |
|           | Herdi Siamand         | Erbil SC          | 13. siječnja 1983.  |
| Vezni red |                       |                   |                     |
|           | Saad Abdul-Amir       | Al-Qadisiyah      | 20. siječnja 1992.  |
|           | Humam Tariq           | Al-Quwa Al-Jawiya | 10. veljače 1996.   |
|           | Osama Rašid           | Farense           | 17. siječnja 1992.  |
|           | Mahdi Kamel           | Al-Shorta Bagdad  | 6. siječnja 1995.   |
|           | Ali Husni             | Al-Minaa          | 1. listopada 1994.  |
|           | Bašar Rasan           | Al-Quwa Al-Jawiya | 22. prosinca 1996.  |
|           | Amjad Attwan          | Al-Shorta Bagdad  | 12. ožujka 1997.    |
| Napadači  |                       |                   |                     |
|           | Younis Mahmoud        | Al-Talaba         | 3. veljače 1983.    |
|           | Alaa Abdul-Zahra      | Al-Zawraa         | 22. prosinca 1985.  |
|           | Hamadi Ahmad          | Al-Quwa Al-Jawiya | 18. listopada 1989. |
|           | Mohannad Abdul-Raheem | Al-Zawraa         | 22. rujna 1993.     |
|           | Marvan Husein         | Al-Shorta Bagdad  | 26. siječnja 1992.  |